# 品川用水
品川用水（しながわ ようすい）は、現在の東京都品川区にかけての地域へかつて農業用水を供給していた用水路である。玉川上水に33あった分水のうち最長級であり、『上水記』によればその流長は7里半であったとされる。明治末期から大正時代にかけて区域の市街化にともない工業用水路および排水路へと役割を変え、昭和20年代後半に埋め立てられて消滅した。

## 概要
かつての水路のほぼ全ての区間が暗渠化または埋め立てられているが、存在している。
渡部一二が用水跡の資料・実地調査を行い、結果を区・市ごとに刊行している。
玉川上水からの取水口は現在の東京都武蔵野市境にあり、三鷹市、世田谷区、目黒区を経由して品川区に流れていた。地蔵の辻（現在の後地交差点）で二股に分かれ、左手は桐ヶ谷村（西五反田）から居木橋村（大崎）へ現在の百反通りを流れ目黒川へ合流し、右手は平塚橋で中原街道を越え現在の補助26号線を通り下蛇窪村（戸越）から上蛇窪村（二葉）や大井村（大井）へ流れていた。細川家下屋敷（現在の戸越公園）を経た流れは南品川宿や二日五日市村（西品川、広町など）を北進して目黒川に注いでいた。またこれら以外にも多数の分水や末流が存在した。

## 沿革

### 経緯

#### 仙川用水
仙川養水とも。正確な時期は不明だが、江戸時代初期の開削とされている。仙川組四ヶ村（上仙川村・中仙川村・金子村・大町村、現在の三鷹市と調布市の一部）の水田を潤す用水路として開削された。千川上水とは別のもの。

#### 戸越上水
1663年（寛文3年）から翌年にかけ、熊本藩主細川綱利の弟、細川利重が細川家下屋敷（現戸越公園）の庭内泉池用水として、仙川用水から分水を受けて開削した。すなわちこの時点では玉川上水の境分水口から戸越上水への分岐点である野川分水口までは仙川用水、野川分水口から細川家下屋敷までが戸越上水であった。

#### 品川用水
1666年（寛文6年）、戸越上水が廃止された。理由は定かではないが、泉池用水としては庭内の湧水でこと足りたためか、水路の維持費が莫大なものとなったためと考えられる。その後、品川領二宿七ヶ村（北品川宿、南品川宿、戸越村、上蛇窪村、下蛇窪村、桐ヶ谷村、居木橋村、大井村、二日五日市村）がこれを灌漑用水として利用したいと要請した。1667年（寛文7年）にこれが許可され、1669年（寛文9年）に水路を拡幅するなどの工事が行われた。これにより仙川用水のうち境分水口から野川分水口までの区間を含めて品川用水となる。
拡張工事にあたり水路のために土地を供給することとなる旧仙川用水流域および世田谷領各地に対しては様々な形で補償がなされた。このような補償の一環として分水口を設け用水の使用権を与えるという約定が締結されたが、これが後に用水量に関わる紛争の原因となる。旱魃が起きると品川領では用水の流量不足が起き、品川領各宿村は上流の分水口を廃止するよう訴えを起こした。
この問題を解決するため1691年（元禄4年）に再び拡張工事が行われる。工事自体は御普請すなわち幕府の費用で行われたが、水路の改修や維持管理、見廻りにかかる費用は受益者である流域各村が負担したため、水利権をめぐる紛争は続いた。また盗水や水路破壊事件も度々発生した。

#### 明治以降
1868年（慶応4年）、明治維新により玉川上水と神田上水が新政府に接収され、玉川上水の分水である品川用水も明治新政府の管理下に入った。1871年（明治4年）には東京府に管轄が移り、地租改正によって新井宿村・下大崎村が新たに品川組合に加わったことにより、1876年（明治9年）には両村が品川用水組合に加入することとなった。仙川組四ヶ村と品川領九宿村からなっていた品川用水組合はこれにより四ヶ村十一宿村体制となった。
1890年（明治23年）に水利組合条例が通達されると品川用水組合は改組、品川用水普通水利組合となった。
1932年（昭和7年）、品川用水普通水利組合が解散。用水の管理は三鷹町（現・三鷹市）へ移管され、灌漑用水としての役割を終えた。以後は部分的に暗渠化され排水路等として利用され、開渠部分も1950年（昭和25年）から1952年（昭和27年）にかけてゴミなどで埋め立てられて姿を消した。

### 年表
- 1663年（寛文3年） 戸越上水開削。
- 1666年（寛文6年） 戸越上水廃止。
- 1667年（寛文7年） 願いにより品川用水となる。
- 1669年（寛文9年） 第一次拡張工事。
- 1689年（元禄2年） 品川領九宿村が世田谷への分水停止を訴える。
- 1690年（元禄3年） 品川領九宿村が上仙川村の分水口を閉鎖するよう訴える。
- 1691年（元禄4年） 第二次拡張工事。
- 1697年（元禄10年） 上仙川村での水車使用問題。
- 1739年（文久4年） 地蔵の辻分水樋脇破壊事件。
- 1820年（文政3年） 上仙川村・中仙川村との用水量争い。
- 1834年（天保5年） 世田谷領上馬引沢地内大松山で盗水事件。
- 1837年（天保8年） 大旱魃、上馬引沢村と碑文谷村で盗水事件。
- 1852年（嘉永5年） 世田谷村地内横根で盗水事件。
- 1891年（明治24年） 水利組合条例により「品川用水普通水利組合」設置が東京府知事より認可。
- 1892年（明治25年）～1893年（明治26年） 上蛇窪分水口事件。
- 1932年（昭和7年） 品川用水普通水利組合が解散、品川用水は三鷹町に移管される。
- 1950年（昭和25年）～1952年（昭和27年） 埋め立て。